# Kubucolia
Kubucolia is een bestuurslaag in het regentschap Karo van de provincie Noord-Sumatra, Indonesië. Kubucolia telt 1020 inwoners (volkstelling 2010).